# Stygnocoris fuligineus
Stygnocoris fuligineus är en insektsart som först beskrevs av Geoffroy 1785.  Stygnocoris fuligineus ingår i släktet Stygnocoris, och familjen fröskinnbaggar. Arten är reproducerande i Sverige.